# Hermance

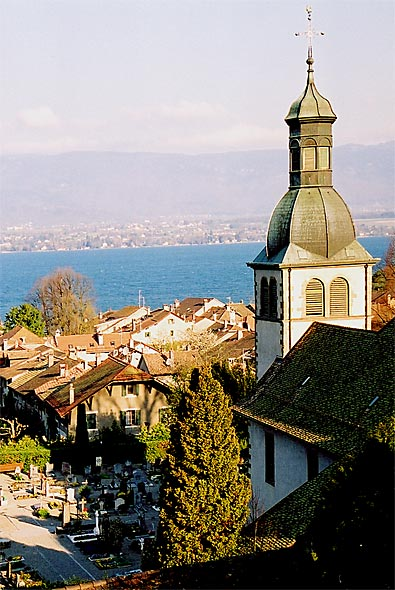
Vista panorámica de Hermance.

Hermance es una comuna suiza del cantón de Ginebra, situada en la orilla izquierda del lago Lemán. Se sitúa en la desembocadura del río homónimo, que la separa de Francia. Entre otras cosas, la comuna limita al norte con Chens-sur-Léman (FR-74), al este con Veigy-Foncenex (FR-74), al sureste con Anières, y al oeste al lado opuesto del lago con Tannay (VD) y Coppet (VD). 
El pueblo posee una antigua torre de defensa medieval, así como un espléndido paseo que lleva del puerto a la playa. El puerto está dentro de la ruta que siguen los barcos de turistas que hacen rutas por el lago Leman. Junto a la playa hay un camping y un club de submarinismo, dado que la zona es muy propicia para practicar dicho deporte.